# Campeonato Mundial de Esgrima de 1987
El L Campeonato Mundial de Esgrima se celebró en Lausana (Suiza) entre el 16 y el 26 de julio de 1987 bajo la organización de la Federación Internacional de Esgrima (FIE) y la Federación Suiza de Esgrima.

## Medallistas

### Masculino
| Evento              | Oro                                                                          | Plata                                                                        | Bronce                                                                            |
| ------------------- | ---------------------------------------------------------------------------- | ---------------------------------------------------------------------------- | --------------------------------------------------------------------------------- |
| Florete individual  | Mathias Gey RFA                                                              | Matthias Behr RFA                                                            | Federico Cervi · Italia                                                           |
| Florete por equipos | Mathias Gey Matthias Behr Thorsten Weidner Ulrich Schreck Klaus Reichert RFA | Philippe Omnès Youssef Hocine Patrick Groc Patrice Lhôtellier Francia        | Zsolt Érsek · István Busa · Róbert Gátai · István Szelei · Hungría                |
| Espada individual   | Volker Fischer RFA                                                           | Andrei Shuvalov URSS                                                         | Wilfredo Loyola Torriente · Cuba                                                  |
| Espada por equipos  | Vladimir Reznichenko Serguei Kravchuk Andrei Shuvalov Mijail Tishko URSS     | Alexander Pusch Elmar Borrmann Volker Fischer Thomas Gerull Arnd Schmitt RFA | Philippe Riboud Philippe Boisse Éric Srecki Jean-Michel Henry Francia             |
| Sable individual    | Jean-François Lamour Francia                                                 | György Nébald · Hungría                                                      | Robert Kościelniakowski · Polonia                                                 |
| Sable por equipos   | Andrei Alshan Gueorgui Pogosov Serguei Mindirgasov Serguei Koriazhkin URSS   | Jristo Etropolski Vasil Etropolski Gueorgui Chomakov Nikolai Mateev Bulgaria | Jean-François Lamour Philippe Delrieu Pierre Guichot Hervé Granger-Veyron Francia |

### Femenino
| Evento              | Oro                                                                                             | Plata                                                                            | Bronce |
| ------------------- | ----------------------------------------------------------------------------------------------- | -------------------------------------------------------------------------------- | --- |
| Florete individual  | Elisabeta Tufan Rumania                                                                         | Zita-Eva Funkenhauser RFA                                                        | Luan Jujie China                                                                                             |
| Florete por equipos | Zsuzsanna Jánosi · Edit Kovács · Gertrúd Stefanek · Katalin Tuschák · Zsuzsanna Szőcs · Hungría | Elisabeta Tufan Reka Lazăr Claudia Grigorescu Georgeta Beca Rozalia Oros Rumania | Margherita Zalaffi · Annapia Gandolfi · Giovanna Trillini · Dorina Vaccaroni · Francesca Bortolozzi · Italia |

## Medallero
| Núm. | País     | Oro | Plata | Bronce | Total |
| ---- | -------- | --- | ----- | ------ | ----- |
| 1    | RFA      | 3   | 3     | 0      | 6     |
| 2    | URSS     | 2   | 1     | 0      | 3     |
| 3    | Francia  | 1   | 1     | 2      | 4     |
| 4    | Hungría  | 1   | 1     | 1      | 3     |
| 5    | Rumania  | 1   | 1     | 0      | 2     |
| 6    | Bulgaria | 0   | 1     | 0      | 1     |
| 7    | Italia   | 0   | 0     | 2      | 2     |
| 8    | China    | 0   | 0     | 1      | 1     |
| 8    | Cuba     | 0   | 0     | 1      | 1     |
| 8    | Polonia  | 0   | 0     | 1      | 1     |
|      | TOTAL    | 8   | 8     | 8      | 24    |